# Osmoxylon borneense
Osmoxylon borneense är en araliaväxtart som beskrevs av Berthold Carl Seemann. Osmoxylon borneense ingår i släktet Osmoxylon och familjen Araliaceae. Inga underarter finns listade.